# Bosc Comunal de Ralleu
El Bosc Comunal de Ralleu és un bosc del terme comunal de Ralleu, a la comarca del Conflent, de la Catalunya del Nord.
Està situat a la zona sud i sud-oest del terme, on ocupa més de la meitat del terme comunal. La seva extensió és de 509 hectàrees. Està dividit en tres sectors separats; el més gran és al sud i sud-oest del poble de Ralleu, en els vessants nord-est de la carena que separa el terme de Ralleu dels de Matamala, Caudiers de Conflent i Aiguatèbia i Talau, carena on destaquen les Collades, la Pica Bastard, el Roc de les Comes i el Pic del Pas del Llop. Al sud-est del poble de Ralleu hi ha el sector més oriental del bosc, en el vessant nord-oest del Pic de l'Home, a la dreta de la Ribera de Caudiers. Finalment, a l'extrem nord-oest del terme, tocant el Bosc Estatal del Camí Ramader i els termes comunals de Censà, del Conflent, i Formiguera i Matamala, del Capcir.
El bosc està sotmès a una explotació gestionada per la comuna de Ralleu, atès que el bosc és de propietat comunal. Té el codi F16293Q dins de l'ONF (Office national des forêts).